# Hans Nygren (arkitekt)
Hans Oskar Nygren, född 7 oktober 1936 i Halmstad, är en svensk arkitekt.
Nygren, som är son till stadsarkitekt Oskar Nygren och Marie-Louise Bohlin, avlade studentexamen 1955 och utexaminerades från Chalmers tekniska högskola 1959. Han anställdes hos arkitekt Hans Åkerblad samma år, hos professor Alvar Aalto 1960, hos arkitekt Oskar Nygren i Halmstad 1961 och var delägare i arkitektbyrån Hans Nygren och Sven Nygren i Halmstad och Varberg från 1963. Han har bland annat ritat stadshus, yrkesskola och grupphusområde i Varberg samt högstadieskola och centralskola med sport- och simhall i Tranemo.